# Mueang Narathiwat
Mueang Narathiwat (em tailandês: เมืองนราธิวาส) é um distrito da província de Narathiwat, no sul da Tailândia.

## História
A área de Mueang Narathiwat era originalmente uma aldeia chamada Menara. Mais tarde, foi renomeada para Tambon e passou a ser controlada por Mueang Ra-Ngae. Tambon cresceu mais e mais, e o governo mudou a prefeitura de Tambon Tanyong Mat para Manalo. Em seguida, eles renomearam Tambon para Mueang. O rei Vajiravudh rebatizou a cidade para Narathiwat em 1915, no entanto, em 1917 o distrito foi renomeado de Mueang para o antigo nome Bang Nara. Em 1938, o nome foi mudado novamente, para Mueang Narathiwat.